# Avraham Schneiderovitz
Avraham Shani Schneiderovitz (hebräisch אברהם שניידרוביץ'; * 1. Dezember 1916; † 25. Juni 2001) war ein Fußballspieler.

## Karriere
Zwischen 1939 und 1940 war Schneiderovitz für den Verein Maccabi Nes Tziona FC aktiv. Danach wechselte er zu Hapoel Tel Aviv. 1940 nahm er am Länderspiel der Fußballnationalmannschaft des Britischen Mandatsgebietes Palästina gegen Libanon teil und erzielte dabei ein Tor. Er absolvierte ein Länderspiel.